# 24-Stunden-Rennen auf dem Nürburgring 2015

Streckenführung für das 24-Stunden-Rennen ab 1995

Das 43. 24-Stunden-Rennen auf dem Nürburgring fand vom 16. auf den 17. Mai 2015 auf dem Nürburgring statt.

## Rennergebnis
Das 24-Stunden-Rennen des Jahres 2015 gewann das Audi Sport Team WRT mit Christopher Mies, Edward Sandström, Nico Müller und Laurens Vanthoor auf einem Audi R8 LMS. Mit dem bis dahin knappsten Rückstand in der Geschichte des 24-Stunden-Rennens von nur 40,729 Sekunden erreichte das BMW Sports Trophy Team Marc VDS mit Maxime Martin, Lucas Luhr, Markus Palttala und Richard Westbrock auf einem BMW Z4 GT3 als Zweite das Ziel. Den dritten Platz mit einer Runde Rückstand belegte das Team FALKEN Motorsports mit Peter Dumbreck, Wolf Henzler, Martin Ragginger und Alexandre Imperatori auf einem Porsche 911 GT3-R.
Während des Rennens wechselte die Führung insgesamt 35 Mal, auch das war ein neuer Rekord.
Die Sieger erreichten nach 152 Runden das Ziel und legten dabei eine Renndistanz von 3958,97 km zurück. Von den 152 gestarteten Fahrzeugen kamen 102 nicht in die Wertung.

## Streckenführung
Seit dem Umbau der Strecke im Jahr 1983 wurde das 24-Stunden-Rennen am Nürburgring ab 1984 auf einer Kombination aus Nordschleife und Grand-Prix-Strecke ausgetragen. Ab 1995 wurde zusätzlich die neue Veedol-Schikane in die Streckenführung integriert.